# Gangsta Blac
Gangsta Blac (nacido como Courtney Harris) es un rapero de Memphis, Tennessee (Estados Unidos). Fue miembro del grupo de hip hop Three 6 Mafia, y debutó como solista con su disco Can It Be?, producido por DJ Paul y Juicy J. Abandonó el grupo en 1997 y desde entonces ha grabado un gran número de álbumes en solitario.

## Discografía
- Can It Be (1996)
- I Am Da Gangsta (1998)
- 74 Minutes of Bump (1999)
- Dunk it Fast (1999)
- Down South Flava (2001)
- Da Underground King (2002)
- Mayor and The Pimp (2002)
- 74 Minutes of Bump (2003)
- Gangsta Bac (2004)